# ایهار ماکارو
ایهار ماکارو (بلاروسی: Ігар Віктаравіч Макараў؛ زادهٔ ۲۰ ژوئیه ۱۹۷۹) جودوکار اهل بلاروس بود.
وی در مسابقات کشوری و بین‌المللی در مجموع برندهٔ ۲ مدال طلا، ۱ مدال نقره، ۴ مدال برنز شده‌است.